# Daewoo Nexia
Daewoo Nexia var en personbilsmodel fra det sydkoreanske bilmærke GM Daewoo. Bilen fandtes som tre- og femdørs hatchback samt som firedørs sedan og blev solgt mellem 1994 og 1997. I Uzbekistan bygges Daewoo Nexia stadigvæk, siden 2008 i modificeret form. Modellen bygges der af Uz-DaewooAvto. I en kort periode kunne Nexia der også købes med Chevrolet-mærke.
I andre lande, herunder Indien, Rumænien, Iran, New Zealand og USA blev bilen solgt under navnet Daewoo Cielo. I Thailand hed bilen derimod Daewoo Heaven, og i hjemlandet Sydkorea var navnet Daewoo Super Racer. Daewoo Nexia var en videreudvikling af forgængeren Daewoo Racer.
Karrosseriet blev i løbet af modellens levetid optimeret flere gange. Den oprindelige model adskilte sig kun fra forbilledet Opel Kadett E i detaljer, alt efter salgsland. For eksempel blev Daewoo Racer i USA og Canada solgt som Pontiac LeMans. De optiske forskelle var ekstra blinklys i kofangeren, røde baglygter, Pontiac-logo på kølergrillen og på den sorte bagblænde samt de typiske sidemarkeringslygter.
Karrosseriet på Daewoo Nexia var i princippet identisk med Opel Kadett E. Nexia adskilte sig fra Kadett gennem en modificeret bagende og en modificeret front samt andre døre, andre sidespejle og øvrige mindre reservedele. Bagdørene på den femdørs hatchback ligner ikke ret meget Kadett E som femdørs hatchback, men snarere Kadett E sedan.
Motorprogrammet omfattede tre 1,5- og en 1,8-litersmotor. 1,5'eren med 8 ventiler havde 44 kW (60 hk) eller 55 kW (75 hk), 1,5'eren med 16 ventiler 66 kW (90 hk) og 1,8'eren 74 kW (101 hk). Nexia opfyldt frem til modelår 1997 skadestofklassen E2. Fra modelår 1997 opfyldt alle versioner af Nexia, gennem eftermontering af en AGR-ventil og tilpassede styreenheder Euro2-normen. Der kunne vælges mellem en femtrins manuel gearkasse og automatgear. Ellers var kraftoverførsel og gearskifte magen til Opels F16CR-gearkasse.
I tidens løb gennemgik modellen flere lettere modifikationer udvendigt. De fra Kadett GSi kendte kunststofhjørner på tredørsmodellen, blev i starten af 1996 afløst af glatte hjørner. Samtidig blev de gamle sidespejle afløst af nye og de runde sideblinklys blev modificeret. De indvendige dørhåndtag var ikke længere firkantede, men derimod runde. Man kan kalde dette et "lille facelift". Grundlæggende fandtes Nexia i udstyrsvarianterne GL/GTX (hatchback 8V/16V) og GLE/GLX (sedan 8V/16V). Specialmodeller var bl.a. Junior, Sportiv, Fantasy, Cool og Royal.
I dag bygges Nexia stadigvæk i Indien og Uzbekistan. I Uzbekistan påbegyndte man i 2008 produktionen af en efterfølger. Nexia 2 (N150) ligner Nexia (N100) meget, men er blevet modificeret for 15 millioner US$. Motorerne opfylder nu Euro3-normen og stammer fra Lanos.
- Nexia tredørs bagfra
- Daewoo Nexia femdørs
- Daewoo Nexia sedan